# Watertoren (Zelzate)
De watertoren van Zelzate werd in 1952 gebouwd naar een ontwerp van Georges Bontinck.

## Beschrijving
De toren van 47 meter hoog en heeft een capaciteit van 500 kubieke meter. De constructie bestaat uit de kuip die bevestigd is op vier betonnen pilaren, onderling verbonden door dwarsbalken. Het geheel is afgewerkt met een cilindervormige bakstenen bekleding en bekroond door een kegelvormig dak, voorzien van een daklantaarn. Uiterlijk is er geen onderscheid tussen constructie en kuip waarneembaar. De diameter aan de voet bedraagt 15,20 meter, bovenin bedraagt de diameter 13,30 meter.
De constructie staat op een fundering bestaande uit 32 pijlers met een gemiddelde lengte van negen meter en een draagvermogen van ieder 80 ton. Op vier meter onder de intzekuip is er een werkvloer voorzien. Ook boven de kuip bevindt zich een vloer. Deze draagt er zorg voor dat het water gevrijwaard blijft van insecten. De toegangsdeur is afgewerkt met een uitspringende arduinen omlijsting. Er bevinden zich twee rijen vierkante vensters in de buitengevel.

## Nieuwe bestemming
Sinds 1986 is de toren niet meer in gebruik en sindsdien is drie maal gepoogd het bouwwerk te verkopen. Uiteindelijk is dat in 2010 gelukt toen een consortium van Lofting Group uit Gent en bouwbedrijf Mevaco uit Aalter de toren kochten voor 160.000 euro. De twee bedrijven willen achttien lofts bouwen in de toren. In de verkoopvoorwaarden werd opgenomen dat de toren zijn oorspronkelijke uitzicht moet behouden. Vanwege matige interesse in het project, ten gevolge van de economische crisis, werd de uitvoering van de planning echter uitgesteld tot na de zomer van 2013 en uiteindelijk afgelast.